# Mequinenza Club Deportivo
El Mequinenza Club Deportivo es un club de fútbol español de la localidad zaragozana de Mequinenza, en la comarca aragonesa del Bajo Cinca / Baix Cinca. Fue fundado originalmente en 1922, y actualmente compite en la Regional Preferente de Aragón (Grupo II).

## Historia
El Mequinenza Club Deportivo se fundó en el año 1922. Haría su debut en la Tercera División de España en la temporada 1946-47, en la que permaneció únicamente esa temporada. En el año 1951, el club desaparecería y sería refundado dos años después, en 1953, volviendo a Tercera División en 1956, categoría que mantendría durante doce temporadas consecutivas. No sería hasta treinta años después que recuperaría la categoría, en 1986, sólo para disputar esa temporada y la siguiente, desde entonces ha estado compitiendo tanto en Primera Regional como en Regional Preferente. Actualmente es el conjunto que más temporadas ha competido en la Regional Preferente de Aragón, con un total de cuarenta campañas en la categoría.

## Estadio
El Mequinenza juega en el estadio Las Rías. El terreno de juego es de césped natural, y el estadio tiene capacidad para acoger alrededor de quinientos espectadores. Es de titularidad municipal.

## Uniforme
- Uniforme titular: Camiseta verde, pantalón y medias blancas.
- Uniforme alternativo: Camiseta blanca, pantalón y medias verdes.

## Datos del club
- Temporadas en Tercera División / Tercera Federación: 15.
- Mejor puesto en Tercera División / Tercera Federación: 7.º (temporada 1946-47).
- Peor puesto en Tercera División / Tercera Federación: 19.º (temporada 1987-88).

## Palmarés

### Campeonatos regionales
- Primera Regional de Aragón (5): 1947-48 (Grupo 2), 1948-49 (Grupo 3), 1950-51 (Grupo 3), 1977-78 (Grupo 2), 1998-99 (Grupo 2).
- Subcampeón de la Primera Regional de Aragón (2): 1993-94 (Grupo 4), 2003-04 (Grupo 2).